# Gillian Lindsay
Gillian Anne Lindsay (Paisley, 24 de septiembre de 1973) es una deportista británica que compitió en remo.
Participó en dos Juegos Olímpicos de Verano, obteniendo una medalla de plata en Sídney 2000, en la prueba de cuatro scull, y el octavo lugar en Barcelona 1992 (cuatro sin timonel).
Ganó dos medallas en el Campeonato Mundial de Remo, en los años 1997 y 1998.

## Palmarés internacional
| Juegos Olímpicos   | Juegos Olímpicos       | Juegos Olímpicos | Juegos Olímpicos |
| Año                | Lugar                  | Medalla          | Prueba           |
| ------------------ | ---------------------- | ---------------- | ---------------- |
| 2000               | Sídney (Australia)     | Medalla de plata | Cuatro scull     |
| Campeonato Mundial |                        |                  |                  |
| Año                | Lugar                  | Medalla          | Prueba           |
| 1997               | Aiguebelette (Francia) | Medalla de plata | Doble scull      |
| 1998               | Colonia (Alemania)     | Medalla de oro   | Doble scull      |